# 115891 Скоттмайкл
115891 Скоттмайкл (115891 Scottmichael) — астероїд головного поясу, відкритий 14 листопада 2003 року.
Тіссеранів параметр щодо Юпітера — 3,423.